# Coleoxestia pubicornis
Coleoxestia pubicornis là một loài bọ cánh cứng trong họ Cerambycidae.